# 속얼기층
속얼기층(inner plexiform layer, 내망상층)은 망막 신경절 세포의 엇갈린 수상돌기와 속핵층(inner nuclear layer, 내핵층) 세포에 의해 형성된 조밀한 원섬유(fibril) 망으로 구성된 망막 영역이다. 이 세망(reticulum) 내에는 때때로 몇 개의 분지형 해면모세포(spongioblast)가 내장되어 있다.

## 같이 보기
- 수평 세포
- 무축삭 세포
- 신경절 세포층
- 속핵층(inner nuclear layer, 내핵층)
- 바깥얼기층 (outer plexiform layer, 외망상층)
- 바깥핵층 (outer nuclear layer, 외핵층)